# デビット・ケネディ (レーサー)
デビット・ケネディ（David Kennedy, 1953年1月13日 - ）は、アイルランドの元レーシングドライバー。同国初のF1ドライバーであり、アイルランド出身者の国際レース参戦の先駆者として知られており、現役引退後は同胞後進ドライバーのマネージメントも手掛ける。 

## 人物
1975年にアイルランド・フォーミュラ・アトランティック選手権にデビュー。1980年にはF1世界選手権に参戦した。1983年にル・マン24時間レースに初出場し、1984年から日本のマツダスピードと契約しル・マン24時間に参戦した。1987年から3年間はマツダでクラス優勝を果たした。また、ルマンと並行して全日本ツーリングカー選手権や全日本耐久選手権にも出場し、ツーリングカー選手権では土屋圭市とコンビを組み、耐久選手権では、ル・マンと同じくマツダ陣営のドライバーとして8年間にわたって参戦した。その後も1990年代まで国際レースで活躍し、引退後は解説者やレース役員を務めている。 
成功したレーシングドライバーであるだけでなく、ケネディは著名なドライバー・マネージャーでもあり、ラルフ・ファーマンやリチャード・ライアンが日本のレースで活躍するためのシートを得ることができたのはケネディが持つ人脈できっかけを作ったものである。母国におけるF1中継番組での人気TVアナリストであり、レースで優勝できるレベルのシングルシート・レースチームの株主であり、アイルランドのモンデロパーク・レースサーキットの役員でもある。 

## 経歴
ケネディは、1970年代のアイルランド人の国際レースへの参戦先駆者で、1975年のデビュー後、1976年にRACとタウンゼント・トーセンフォーミュラ・フォード1600チャンピオンシップでCROSSLE・30Fを走らせ優勝。アイルランド人初の「イギリスのシングルシーターチャンピオンシップ」のタイトル獲得者となった。また、その年のヨーロッパFF1600シリーズでは2位に入賞。1977年にAFMPマーチのヨーロッパ・フォーミュラ3選手権に参戦するワークスチームに加入したが、チームはシーズン序盤で店じまいしたため、ケネディはすぐにアルゴという非常に小さなコンストラクター・チームに移籍し、ジョー・マーコートが設計したJM1シャーシで多くの奇跡的な結果を記録した。 
1978年のヨーロッパ・フォーミュラ3選手権でデレック・ワーウィックと並ぶランキング6位を獲得し、年末にイギリスの非選手権F1シリーズの1戦、スネッタートン・サーキットで行われたレースにセオドール・レーシングが所有するウルフ・WR3で出走し勝利を収めた。1979年の英国F1選手権で準優勝し、1980年に活動継続が危ぶまれていたシャドウF1チームに勧誘され、F1世界選手権に進出。 しかし、チームは慢性的に資金不足で、DN11シャーシの戦闘力も貧弱なものだった。セオドールを率いる代表テディ・イップが1980年第6戦モナコGPからシャドウの所有権を引き継ぎ、チームはセオドール・シャドウとなったが、新しいDN12のデザインも失敗作であることが判明。 ケネディはこの状況下、第7戦としてスケジュールに組まれていたハラマでの1980年スペイングランプリ予選と決勝レースに出走した。しかしこのスペインのレースはボイコット騒動があり、いわゆる「FOCA系チーム」のみが参戦した。 国際自動車スポーツ連盟（FISA）とF1コンストラクター協会（FOCA）の政治的対立のあおりを受け、レース終了後にFOCAから選手権除外を通達され、ノンタイトル戦扱いへと格下げされた。セオドール・シャドウはスペインから4週間後、第7戦として開催されることになったフランスGPへの参戦を2台予選落ちで終えると、これを最後に活動を停止。ケネディのF1への参戦も終了となった。参戦した7つのグランプリで予選通過はなく、前述のスペイン・ハラマでは予選22位グリッドから決勝レースを走っているが公式戦から除外されたため、フォーミュラ1の公式記録上ケネディのF1GP参戦は0である。なお、ハラマでの決勝レース結果は3周目でのリタイアであった。
1981年に北アメリカ大陸に渡り、カンナムレースへFrissbeeシャシーに乗り一部のシーズンに参戦した後、ケネディはヨーロッパに戻り、自身のレースキャリア継続のために日本へ渡る。そこで後に共にスポーツカーレースにおける成功をつかむことになるマツダスピードとのコンタクトに成功する。マツダはちょうどル・マン24時間レースへの挑戦を始めようとしているところであり、ケネディはマツダのロータリーエンジンを搭載する特徴的なマシンでスポーツカー世界選手権(WEC)を戦っていく。ケネディは1990年代前半までの日本レース界で生計を立てている海外からのプロドライバーの一人として、エジェ・エルグと並んで卓越した存在であった。
自身の引退前からドライバー・マネージメントでも能力を発揮し、1991年にル・マンでの勝利を獲得したマツダスピード55号車に乗ったジョニー・ハーバート、フォルカー・ヴァイドラー、ベルトラン・ガショーのドライバー人選を担当した。マツダの18号車には彼自身が参戦した時のF1とF3でのチームメイトだったステファン・ヨハンソンとマウリツィオ・サンドロ・サーラと共にケネディが乗り、総合5位に入賞。1994年にレーサーの第一線を退いた後、後輩ドライバーのマネージメント管理業務に移行した。シングルシーターのキャリア構築でケネディから支援をうけたドライバーの中には、ジョーダンでF1ドライバーとなった2002年のフォーミュラ・ニッポンチャンピオンのラルフ・ファーマン、2004年の同シリーズチャンピオンのリチャード・ライアン、フォーミュラー・パーマー・アウディのチャンピオン、GTおよびスポーツカーレースでキャリアを積みインディ・ライツ2位を獲得したダミアン・フォークナーがいる。 
またケネディは、元ベネトンやロータスで監督をしていたピーター・コリンズと一緒にRTÉで共同コメンテーターを務めており、F1中継のテレビアナリストとして活躍。1995年から2003年にはアイルランドのデクラン・クイグリーを、2004年から2009年はF1レース中継をしているセタンタ・スポーツを率いた。 
評論家として彼は長年にわたりシンディ・インディペンデント新聞で定期的な意見コラムを執筆しており、F1レースの進行状況を風変わりで側面から見た鋭いアナリストとしての評価を得ている。 
地域的なクラブレースにも深い関心を抱いており、1970年代初頭にキャリアを開始してから以降、1986年からはモンデロ・パーク・レース・サーキットのディレクターを務める。 
ケネディは、2006年に開催されたA1GPワールドカップオブモータースポーツのアイルランドチームを管理するコンソーシアムの一員で、チームは2008/09年に最終シリーズチャンピオンになり、アダム・キャロルがハンドルを握った後、チームは2009年に新しいGP3シリーズに移行した。なおステータス・モータースポーツのチーム・プリンシパルは、ケネディが1978年から1980年まで在籍したセオドールとジャドウF1チームを所有していたテディ・イップの息子であるテディ・イップ・ジュニアである。 

ケネディには、モータースポーツ以外のビジネスへの関心もある。彼の妻フィオナはとの間に3人の子供を授かった。フィオナも元フォーミュラ・フォードに出走した経験をもっている。 

## レース戦績

### ヨーロッパ・フォーミュラ3選手権
| 年     | チーム                                     | シャシー    | エンジン    | 1       | 2     | 3       | 4      | 5       | 6      | 7       | 8       | 9       | 10      | 11    | 12  | 13    | 14      | 15  | 16  | Pos. | Pts |
| ------ | ------------------------------------------ | ----------- | ----------- | ------- | ----- | ------- | ------ | ------- | ------ | ------- | ------- | ------- | ------- | ----- | --- | ----- | ------- | --- | --- | ---- | --- |
| 1977年 | スクーデリア・アレグリニ・ユーロレーシング | マーチ・773 | トヨタ 2T-G | LEC 7   | NÜR 7 | ZAN 4   | ZOL 5  | ÖST 12  | IMO 17 | PER Ret | MNZ Ret |         |         |       |     |       |         |     |     | 8位  | 17  |
| 1977年 | アングリアカーズ Ltd.                      | アルゴ JM1  | トヨタ 2T-G |         |       |         |        |         |        |         |         | CET     | KNU Ret | KAS 2 | DON | JAR 2 | VLL Ret |     |     | 8位  | 17  |
| 1978年 | アングリアカーズ Ltd.                      | アルゴ JM1  | トヨタ 2T-G | ZAN Ret | NÜR 3 | ÖST DNQ | ZOL 15 | IMO DNQ | NÜR 4  | DIJ DNQ | MNZ     | PER DNS | MAG 5   | KNU   | KAR | DON 3 | KAS     | JAR | VLL | 6位  | 13  |

### フォーミュラ1
| 年   | コンストラクター     | シャシー | エンジン         | 1       | 2       | 3       | 4       | 5       | 6       | 7       | 8   | 9   | 10  | 11  | 12  | 13  | 14  | WDC | ポイント |
| ---- | -------------------- | -------- | ---------------- | ------- | ------- | ------- | ------- | ------- | ------- | ------- | --- | --- | --- | --- | --- | --- | --- | --- | -------- |
| 1980 | シャドウ             | DN11     | コスワースDFV V8 | ARG DNQ | BRA DNQ | RSA DNQ | USW DNQ | BEL DNQ |         |         |     |     |     |     |     |     |     | NC  | 0        |
| 1980 | セオドール・シャドウ | DN11     | コスワースDFV V8 |         |         |         |         |         | MON DNQ |         |     |     |     |     |     |     |     | NC  | 0        |
| 1980 | セオドール・シャドウ | DN12     | コスワースDFV V8 |         |         |         |         |         |         | FRA DNQ | GBR | GER | AUT | NED | ITA | CAN | USA | NC  | 0        |

### ル・マン24時間レース
| 年   | チーム                        | コ・ドライバー                                        | 使用車両       | クラス | 周回 | 総合順位 | クラス順位 |
| ---- | ----------------------------- | ----------------------------------------------------- | -------------- | ------ | ---- | -------- | ---------- |
| 1983 | ピアレーシング                | フランソワ・ミゴール マーティン・ビレーン             | フォード・C100 | C      | 16   | DNF      | DNF        |
| 1984 | マツダスピード株式会社        | フィリップ・マーティン ジャン＝ミシェル・マーティン   | マツダ・727C   | C2     | 291  | 19位     | 4位        |
| 1985 | マツダスピード株式会社        | フィリップ・マーティン ジャン＝ミシェル・マーティン   | マツダ・737C   | C2     | 283  | 19位     | 3位        |
| 1986 | マツダスピード株式会社        | ピエール・デュドネ マーク・ギャルビン                 | マツダ・757    | GTP    | 137  | DNF      | DNF        |
| 1987 | マツダスピード株式会社        | ピエール・デュドネ マーク・ギャルビン                 | マツダ・757    | GTP    | 319  | 7位      | 1位        |
| 1988 | マツダスピード株式会社        | 寺田陽次郎 ピエール・デュドネ                         | マツダ・757    | GTP    | 337  | 15位     | 1位        |
| 1989 | マツダスピード株式会社        | ピエール・デュドネ クリス・ホジェッツ                 | マツダ・767B   | GTP    | 368  | 7位      | 1位        |
| 1990 | マツダスピード株式会社        | ステファン・ヨハンソン ピエール・デュドネ             | マツダ・787    | GTP    | 147  | DNF      | DNF        |
| 1991 | マツダスピード株式会社 オレカ | ステファン・ヨハンソン マウリツィオ・サンドロ・サーラ | マツダ・787B   | C2     | 355  | 6位      | 6位        |

### 全日本ツーリングカー選手権
| 年   | チーム    | クラス | 使用車両              | 1     | 2     | 3     | 4       | 5     | 6     | 順位 | ポイント |
| ---- | --------- | ------ | --------------------- | ----- | ----- | ----- | ------- | ----- | ----- | ---- | -------- |
| 1988 | COSMO OIL | JTC-2  | BMW・M3               | SUZ   | NIS 3 | SEN 5 | TSU 3   | SUG 3 | FSW 5 |      |          |
| 1989 | COSMO OIL | JTC-1  | フォード・シエラRS500 | NIS 5 | SEN   | TSU   | SUG Ret | SUZ 5 | FSW 3 |      |          |

## 参照資料
1. 1 2  チャンピオンズストーリー7・リチャード・ライアン(2004年) SUPER FORMURA公式ウェブサイト 2020年7月6日
2. ↑  “Moving Status to GP2”. mark-gallagher.com. 20191002閲覧。

参考サイト
- “Shock And (Iron) Ore”. DerekDaly.com. 20191002閲覧。